# Toru Morikawa
Toru Morikawa (森川 徹 Morikawa Toru?), född 29 juni 1966 i Ishikawa prefektur, är en japansk tidigare fotbollsspelare.
Morikawa började sin karriär i Gamba Osaka. Efter Gamba Osaka spelade han för Kyoto Purple Sanga. Han avslutade karriären 1994.